# NGC 7449
NGC 7449 је елиптична галаксија у сазвежђу Андромеда која се налази на NGC листи објеката дубоког неба.
Деклинација објекта је + 39° 8' 45" а ректасцензија 22h 59m 37,6s. Привидна величина (магнитуда) објекта NGC 7449 износи 14,1 а фотографска магнитуда 15,1. NGC 7449 је још познат и под ознакама UGC 12292, MCG 6-50-16, CGCG 515-18, PGC 70196.